# NGC 1107
NGC 1107 è una galassia lenticolare situata nella costellazione della Balena, a una distanza di circa 149 milioni di anni luce dalla nostra Via Lattea.

## Scoperta
La galassia è stata scoperta il 2 settembre 1864 dall'astronomo tedesco Albert Marth.